# 伊藤慶子
伊藤 慶子（いとう けいこ、1928年4月30日 - ）は、日本の女優。東京市牛込区（現東京都新宿区神楽坂）出身。東京女子専門学校卒業。
雑誌『ラッキー』のミス・ラッキー賞受賞。

## 人物
舞台芸術学院本科の第2期生として卒業。東映の女優として1952年に同社の映画『ギラム』に出演しデビュー。
東映の特撮作品などで母親役を演じることが多い。

## 出演

### 映画
- ギラム（1952年）
- 若者よ!恋をしろ（1954年） - 泰子の旧友
- 継母（1954年） - お俊
- 野口英世の少年時代（1956年） - 小林夫人
- 満ちて来る潮（1956年） - 女給
- 愛の翼 お母さん行ってきます（1956年） - スチュアーデス
- 少年探偵団 第二部 二十面相の悪魔（1956年） - 猪又康子
- 地獄岬の復讐（1957年） - パン助C
- 娘十八御意見無用（1958年） - 女子乗務員
- 曲馬団の娘（1958年） - 世帯侍A
- 一丁目一番地（1958年） - バスの車掌
- 一丁目一番地 第二部（1958年） - バスの車掌
- おんな番外地 鎖の牝犬（1965年）
- かも（1965年）
- 復活の日（1965年）
- 昭和残侠伝 一匹狼（1966年） - 川銀の妾
- 続・おんな番外地（1966年）
- 夜の牝犬（1966年）
- 喜劇初詣列車（1968年） - 年増の芸者
- 陸軍諜報33（1968年）
- 怪談 蛇女（1968年） - ふく
- ㊙トルコ風呂（1968年）
- 夜の歌謡シリーズ 伊勢佐木町ブルース（1968年）
- 前科おんな 殺し節（1973年） - 中年女
- 色情トルコ日記（1974年）
- 任侠花一輪（1974年） - 女主人
- 新幹線大爆破（1975年） - 乗客
- 東京ディープスロート夫人（1975年、東映） - 有閑マダム
- 暴力教室（1976年） - 料理屋女中
- 天使の欲望（1979年） - 母親
- 薔薇の標的（1980年） - 修道女
- 復活の日（1980年） - 看護婦
- 二百三高地（1980年）
- 悪女かまきり（1983年） - 美容室女客B
- 日本海大海戦 海ゆかば（1983年）
- 白蛇抄（1983年） - 遺族B
- 天国の駅 HEAVEN STATION（1984年） - 女看守B
- 玄海つれづれ節（1986年） - 松藤家女中

### テレビドラマ
- ヘッドライト（1962年）
- 空白（1962年）
- 丸出だめ夫 第1話「ボロット君誕生」（1966年）
- 悪魔くん 第4話「大海魔」（1966年） - 尼僧（大海魔パイドン人間態）
- 渥美清の泣いてたまるか 第19話「豚とマラソン」（1966年）
- 特別機動捜査隊
  - 第189話「混濁」（1965年） - 行商
  - 第313話「佐渡の踊子」（1967年） - 茂子
  - 第333話「夜明け前の故郷」（1968年） - 飯田
  - 第338話「狂った季節」（1968年） - 未亡人
  - 第417話「美しい町の天使たち」（1969年） - おかみ
  - 第427話「日本人」（1970年） - 主婦
  - 第460話「砂の墓」（1970年） - 悦子
  - 第640話「闇」（1974年） - 尚子
  - 第643話「ちぎれた首飾り」（1974年） - 主婦
  - 第651話「姿なき脅迫者」（1974年） - 女工
  - 第655話「ある特捜記者」（1974年） - 主婦
  - 第740話「汚れた18歳」（1976年） - 峰子
  - 第752話「我が輩は犬である」（1976年） - 清乃
  - 第768話「悪女がいっぱい」（1976年） - 女
- 忍者ハットリくん+忍者怪獣ジッポウ（1967年）
  - 第6話「結婚式とは大変なものでござる」 - 結婚式の参列者
  - 第20話「ハットリくんの名探偵でござる」 - ビルの女性
- あひるヶ丘77 第1話「当選おめでとう」（1968年）
- 怪奇大作戦 第9話「散歩する首」（1968年） - 女の首
- プレイガール
  - 第29話「女度胸の見せどころ」（1969年）
  - 第42話「スリラー 血ぬられた女の館」（1969年）
  - 第49話「魔女の性典」（1970年）
  - 第81話「男殺しの用心棒」（1970年）
  - 第86話「ミステリー 生きていた花嫁」（1970年）
  - 第90話「おんな勝負の賭けどころ」（1970年）
  - 第125話「女一匹三千世界に家もなし」（1971年）
  - 第131話「スリラー 怨みを込めて接吻を」（1971年）
  - 第132話「欲望という名の欠陥車」（1971年）
  - 第140話「腰の軍刀にしがみつき」（1971年）
  - 第155話「スリラー 墓場から来た脅迫状」（1972年）
  - 第161話「真夜中の技くらべ」（1972年）
  - 第188話「ギャングが女湯にやって来た」（1972年）
  - 第208話「高校生芸者殺人事件」（1973年）
  - 第217話「女は裸になって強くなる」（1973年）
  - 第219話「怪談 世にも凄まじい女」（1973年）
- 江戸川乱歩シリーズ 明智小五郎 第4話「ダイヤモンドを喰う女 黒蜥蜴より」（1970年）
- 仮面ライダーシリーズ
  - 仮面ライダー 第62話「怪人ハリネズラス 殺人どくろ作戦」（1972年） - 村人
  - 仮面ライダー (スカイライダー)
    - 第12話「暗闇のサンタクロース あぁ〜変身不可能」（1979年） - 母親
    - 第31話「走れXライダー! 筑波洋よ死ぬな!!」（1980年） - 母親

  - 仮面ライダースーパー1
    - 第10話「危うし! 悪魔のクリスマスプレゼント」（1980年） - 母親
    - 第18話「ファイブ・ハンドチェンジ不能!!」（1981年） - 主婦

  - 仮面ライダーBLACK RX 第40話「ユーレイ団地の罠」（1989年） - マンションの住民
- 超人バロム・1 第11話「毒ガス魔人ゲジゲルゲ」（1972年） - 婦長
- キカイダー01（1973年）
  - 第6話「魔術師対ゼロワンの秘密能力!!」 - 母親
  - 第38話「必殺の仕掛 血闘三つ巴!」 - 主婦 ※ノンクレジット
- アイフル大作戦 第11話「電話で死体が転がり込んできた」（1973年）
- 非情のライセンス
  - 第1シリーズ
    - 第19話「兇悪の夢」（1973年） - 看護婦長
    - 第21話「兇悪のメロディー」（1973年） - 佐田の妻
    - 第42話「兇悪の新曲」（1974年）

  - 第2シリーズ
    - 第11話「兇悪の夢」（1974年） - 女中
    - 第29話「兇悪の武者人形」（1975年） - 花枝
    - 第41話「生きてるだけの兇悪」（1975年） - アパートの住人
    - 第53話「兇悪の無実」（1975年） - おかみさん
    - 第80話「兇悪のゆりかご」（1976年） - 助産婦
    - 第95話「兇悪のめぐり逢い」（1976年） - 女将
    - 第115話「女一人」（1977年） - 看護婦長
    - 第122話「母恋し」（1977年） - シスター

  - 第3シリーズ（1980年）
    - 第1話「兇悪の門出・赤ちゃんの顔が見たい!」
    - 第16話「兇悪の砂・事故死を運ぶ女」
- がんばれ!!ロボコン
  - 第14話「ガッツラコ! 天まであがれロボ根性」（1975年） - ヒロシの母
  - 第33話「ノロノタリ! ロボショーバラバラ大賛成」（1975年） - 主婦
  - 第60話「ドハラハラ! ドロボー身代わり大騒動」（1975年） - オサムの母
  - 第67話「ドガチャコン!! 俺ら探偵体当り!」（1976年） - 主婦
  - 第71話「ショックラコン!! ロボパーもらった大金賞」（1976年） - 美容室の客
  - 第110話「フラフラリ!! ハートマークに最後の挑戦」（1977年） - 主婦
- 正義のシンボル コンドールマン（1975年）
  - 第5話「紅コウモリ現わる」 - 主婦
  - 第21話「悪魔の超一流塾」 - タツオの母
- Gメン'75
  - 第12話「漂流死体」（1975年）※出演シーンカット
  - 第23話「車椅子の女刑事」（1975年） - 薬剤師（中央総合病院）
  - 第35話「豚箱の中の刑事」（1976年） - 平和荘の住人
  - 第40話「硫酸とビキニの女」（1976年） - アパートの大家
  - 第45話「警視庁広域手配No.307」（1976年） - スリに突き飛ばされる老婆
  - 第53話「殺人ドライブの謎」（1976年）
  - 第61話「沖縄に響く痛恨の銃声」（1976年） - 新里兄妹の母
  - 第62話「深夜放送ジャック」（1976年） - ヌードスタジオの管理人
  - 第65話「真夏の夜の連続女性殺人事件」（1976年） - 能登屋に出入りする女性
  - 第73話「バカ! 大人のバカ!!」（1976年） - アパートの住人
  - 第112話「宇宙食の恐怖」（1977年）※出演シーンカット
  - 第116話「エクソシスト殺人事件」（1977年） - 農民
  - 第128話「六万五千円の警察手帳」（1977年） - 刺される主婦
  - 第129話「警察犬と女刑事」（1977年）※出演シーンカット
  - 第153話「魚の戦争」（1978年） - 行商人
  - 第159話「刑事が銃殺されるとき」（1978年） - 西野俊一の母
  - 第169話「深夜バスの乗客大量殺人事件」（1978年） - 小池の妻
  - 第184話「警官嫌い」（1978年） - 近所の主婦
  - 第197話「非行少女・ミキ」（1979年）※出演シーンカット
  - 第199話「土曜日にネズミを殺せ!」（1979年） - 衣笠外科看護婦
  - 第215話「白バイに乗った痴漢」（1979年） - 城南病院看護
  - 第218話「梟の森みな殺しの夜」（1979年） - 看護婦
  - 第231話「危機一髪! 車椅子の女刑事」（1979年） - アパートの主婦
- アクマイザー3 第18話「なぜだ?! 狙われたイビル」（1976年） - 宝石店の客 ※ノンクレジット
- 忍者キャプター 第6話「大脱走! 忍者塾!!」（1976年） - 才蔵の母
- 宇宙鉄人キョーダイン（1976年）
  - 第14話「大ピンチ! 不滅要塞からの脱出」 - 主婦
  - 第26話「怪奇!! 猫にされた子供たち」 - 老婆（デスギャット人間態）
- ぐるぐるメダマン（1976年）
  - 第4話「ずるやすみ友の会だぞ!」 - スパナの母
  - 第11話「おバケになりたいスパナ」 - スパナの母
  - 第18話「おバケの電話がウラララ…」 - 苦情に来た主婦
- 特捜最前線
  - 第2話「故郷へ愛をこめて」（1977年）
  - 第26話「娘よ! 父の罪を赦せ」（1977年）
  - 第33話「虐殺・父に捧げる挽歌」（1977年）
  - 第67話「判決II・自白を翻した女!」（1978年）
  - 第92話「白い小さな訪問者!」（1979年）
  - 第102話「拳銃哀歌II・狼たちの決算!」（1979年）
  - 第108話「午前０時に降った死体!」（1979年）
  - 第118話「子供の消えた十字路」（1979年）
  - 第123話「豪華フェリージャック・恐怖の20時間!」（1979年）
  - 第127話「裸の街1・首のない男!」（1979年）
  - 第142話「わが青春のカリフォルニア!」（1979年）
  - 第205話「雪国から来た逃亡者!」（1981年）
  - 第221話「殺人鬼を見た車椅子の婦警!」（1981年）
  - 第278話「逮捕　魔の24時間!」（1982年）
  - 第314話「妻たちの犯罪日誌!」（1983年）
  - 第347話「暗闇へのテレフォンコール！」（1984年）
  - 第348話「爆破0秒前のコンピュータゲーム!」（1984年）
  - 第370話「隅田川慕情!」（1984年）
  - 第388話「老刑事と5号室の女!」（1984年）
  - 第399話「少女・ある愛を探す旅!」（1985年）
  - 第427話「複数誘拐・子供たちは何処へ!」（1985年）
  - 第453話「不倫!? 紅林刑事が愛した女!」（1986年）
  - 第484話「鉢植の墓標・風俗ギャル殺人事件!」（1986年）
- ロボット110番 第2話「天使のような誘拐魔」（1977年） - 主婦
- 快傑ズバット 第13話「少年殺し屋のバラード」（1977年） - 主婦
- 大鉄人17 第20話「ガンバレ兄ちゃん! 栄光の甲子園」（1977年） - 武藤の母
- がんばれ!レッドビッキーズ 第7話「怒るな! カリカリ」（1978年）
- 土曜ワイド劇場
  - 大東京四谷怪談（1978年）
  - 女弁護士 朝吹里矢子
    - 第2作「天使の証言」（1978年）
    - 第7作「モーテルの女が消えた!」（1983年）

  - 松本清張の聞かなかった場所（1979年）
  - 三毛猫ホームズシリーズ
    - 第2作「三毛猫ホームズの追跡」（1980年）
    - 第3作「三毛猫ホームズの怪談」（1981年）
    - 第5作「三毛猫ホームズの運動会」（1983年） - はとぽっぽの家園長

  - 西村京太郎トラベルミステリー
    - 第2作「再婚旅行殺人事件」（1982年）
    - 第8作「特急北アルプス殺人事件」（1986年） - 「ニュー京浜」のルーム係
    - 第16作「寝台特急八分停車」（1989年）

  - 松本清張の高台の家（1985年）
- スパイダーマン 第18話「母の胸に甦る少年」（1978年） - ショウタの母
- バトルフィーバーJ（1979年）
  - 第35話「腹ペコ大パニック」 - 大富豪夫人
  - 第36話「爆破された結婚式」 - 久美の母
- 騎馬奉行
  - 第1話「憎い男の初仕事」（1979年）
  - 第9話「過去を消した女」（1979年）
  - 第23話「悲願! 野菜の直か売り」（1980年）
- 花よめは16歳 第1話「あたし結婚しまあ〜す」（1979年）
- 探偵物語 第23話「夕陽に赤い血を!」（1980年） - 老婦人
- 爆走! ドーベルマン刑事 第8話「消えた黒バイ!」（1980年）
- 二百三高地（1981年）
- ザ・サスペンス
  - 殺意の肖像（1982年）
  - 一周年記念特別企画 妻は告白する 女の体の中には自分でも気づかない魔性がいた!（1983年）
  - 地図にない道（1984年）
- メタルヒーローシリーズ
  - 宇宙刑事ギャバン（1982年） - 少年の母親
  - 宇宙刑事シャリバン 第12話「異星人のほほえみ マイフレンド作戦」（1983年） - 少年の母親
- バッテンロボ丸 第8話「さみしがりやの大砲ロボット」（1982年） - 教会の客
- 佐武と市捕物控 岡っ引無情（1982年）
- 関西テレビ開局25周年記念 吉田茂（1983年）
- ライオン午後のサスペンス / 私は許さない（1984年）
- 火曜サスペンス劇場
  - 沈黙は罠（1984年）
  - ガラスの家族（1985年）
  - 震える髪（1986年）
  - 監察医・室生亜季子 第6作「赤い髪の女」（1989年） - 看護婦
  - 六月の花嫁シリーズ 「婚約解消殺人事件」（1989年）
- 月曜ドラマランド / あ! Myみかん（1984年）
- 金曜女のドラマスペシャル / 愛の終着駅 バラバラ殺人事件!（1984年）
- スケバン刑事II 少女鉄仮面伝説 第7話「二代目サキはクリスチャン!?」 （1985年）
- 巨獣特捜ジャスピオン 第38話「姉ちゃんが変だ! 仕組まれた奇蹟」（1986年）　- 腰が悪い老婆
- ザ・ハングマンV 第2話「警官が流れ弾でOL殺し!?」（1986年）
- はぐれ刑事純情派 第2シリーズ 第17話「万引きをする美女」（1989年）
- 男と女のミステリー / おふくろシリーズ 第6作「おふくろに乾杯!!」（1990年）
- 秋のドラマスペシャル / 女王蜂（1990年）
- ここからは先は戦争です 第3話「配達」（1990年）